# Pilotrichum andersonii
Pilotrichum andersonii är en bladmossart som beskrevs av Marshall Robert Crosby 1968. Pilotrichum andersonii ingår i släktet Pilotrichum och familjen Daltoniaceae. Inga underarter finns listade i Catalogue of Life.